# Nederlands voetbalelftal onder 20 (mannen)
Het Nederlands voetbalelftal onder 20 is het voetbalelftal dat Nederland vertegenwoordigt op het Wereldkampioenschap onder 20. Als kwalificatietoernooi voor het WK geldt het Europees kampioenschap onder 19 van het voorgaande jaar, waarin de ploeg speelt als Nederlands elftal onder 19. Vanaf augustus 2015 speelt ook het Nederlands Beloftenelftal, dat in 2001 werd ingesteld, weer onder de naam Nederlands elftal onder 20.

## WK-historie

### WK onder 20 historie
| Jaar   | Ronde               | GS                  | W                   | G                   | V                   | DV                  | DT                  |
| ------ | ------------------- | ------------------- | ------------------- | ------------------- | ------------------- | ------------------- | ------------------- |
| 1977   | Niet deelgenomen    | Niet deelgenomen    | Niet deelgenomen    | Niet deelgenomen    | Niet deelgenomen    | Niet deelgenomen    | Niet deelgenomen    |
| 1979   | Niet gekwalificeerd | Niet gekwalificeerd | Niet gekwalificeerd | Niet gekwalificeerd | Niet gekwalificeerd | Niet gekwalificeerd | Niet gekwalificeerd |
| 1981   | Teruggetrokken      | Teruggetrokken      | Teruggetrokken      | Teruggetrokken      | Teruggetrokken      | Teruggetrokken      | Teruggetrokken      |
| 1983   | Kwartfinale         | 4                   | 1                   | 2                   | 1                   | 5                   | 5                   |
| 1985   | Niet gekwalificeerd | Niet gekwalificeerd | Niet gekwalificeerd | Niet gekwalificeerd | Niet gekwalificeerd | Niet gekwalificeerd | Niet gekwalificeerd |
| 1987   | Niet gekwalificeerd | Niet gekwalificeerd | Niet gekwalificeerd | Niet gekwalificeerd | Niet gekwalificeerd | Niet gekwalificeerd | Niet gekwalificeerd |
| 1989   | Niet gekwalificeerd | Niet gekwalificeerd | Niet gekwalificeerd | Niet gekwalificeerd | Niet gekwalificeerd | Niet gekwalificeerd | Niet gekwalificeerd |
| 1991   | Niet gekwalificeerd | Niet gekwalificeerd | Niet gekwalificeerd | Niet gekwalificeerd | Niet gekwalificeerd | Niet gekwalificeerd | Niet gekwalificeerd |
| 1993   | Niet gekwalificeerd | Niet gekwalificeerd | Niet gekwalificeerd | Niet gekwalificeerd | Niet gekwalificeerd | Niet gekwalificeerd | Niet gekwalificeerd |
| 1995   | Kwartfinale         | 3                   | 1                   | 0                   | 2                   | 7                   | 5                   |
| 1997   | Niet gekwalificeerd | Niet gekwalificeerd | Niet gekwalificeerd | Niet gekwalificeerd | Niet gekwalificeerd | Niet gekwalificeerd | Niet gekwalificeerd |
| 1999   | Niet gekwalificeerd | Niet gekwalificeerd | Niet gekwalificeerd | Niet gekwalificeerd | Niet gekwalificeerd | Niet gekwalificeerd | Niet gekwalificeerd |
| 2001   | Kwartfinale         | 5                   | 2                   | 1                   | 2                   | 8                   | 8                   |
| 2003   | Niet gekwalificeerd | Niet gekwalificeerd | Niet gekwalificeerd | Niet gekwalificeerd | Niet gekwalificeerd | Niet gekwalificeerd | Niet gekwalificeerd |
| 2005   | Kwartfinale         | 5                   | 4                   | 1                   | 0                   | 10                  | 2                   |
| 2007   | Niet gekwalificeerd | Niet gekwalificeerd | Niet gekwalificeerd | Niet gekwalificeerd | Niet gekwalificeerd | Niet gekwalificeerd | Niet gekwalificeerd |
| 2009   | Niet gekwalificeerd | Niet gekwalificeerd | Niet gekwalificeerd | Niet gekwalificeerd | Niet gekwalificeerd | Niet gekwalificeerd | Niet gekwalificeerd |
| 2011   | Niet gekwalificeerd | Niet gekwalificeerd | Niet gekwalificeerd | Niet gekwalificeerd | Niet gekwalificeerd | Niet gekwalificeerd | Niet gekwalificeerd |
| 2013   | Niet gekwalificeerd | Niet gekwalificeerd | Niet gekwalificeerd | Niet gekwalificeerd | Niet gekwalificeerd | Niet gekwalificeerd | Niet gekwalificeerd |
| 2015   | Niet gekwalificeerd | Niet gekwalificeerd | Niet gekwalificeerd | Niet gekwalificeerd | Niet gekwalificeerd | Niet gekwalificeerd | Niet gekwalificeerd |
| 2017   | Niet gekwalificeerd | Niet gekwalificeerd | Niet gekwalificeerd | Niet gekwalificeerd | Niet gekwalificeerd | Niet gekwalificeerd | Niet gekwalificeerd |
| 2019   | Niet gekwalificeerd | Niet gekwalificeerd | Niet gekwalificeerd | Niet gekwalificeerd | Niet gekwalificeerd | Niet gekwalificeerd | Niet gekwalificeerd |
| 2023   | Niet gekwalificeerd | Niet gekwalificeerd | Niet gekwalificeerd | Niet gekwalificeerd | Niet gekwalificeerd | Niet gekwalificeerd | Niet gekwalificeerd |
| 2025   | Niet gekwalificeerd | Niet gekwalificeerd | Niet gekwalificeerd | Niet gekwalificeerd | Niet gekwalificeerd | Niet gekwalificeerd | Niet gekwalificeerd |
| Totaal | 4/24                | 17                  | 8                   | 4                   | 5                   | 30                  | 20                  |

## Jeugd-WK 1981
Nederland had zich in 1980 met een vierde plaats op het UEFA Junior Tournament (de voorloper van het EK onder 19) geplaatst voor het Jeugd-WK 1981 in Australië, maar de KNVB zag af van deelname nadat er onenigheid was ontstaan tussen de prof- en amateurselectie over de vraag wie voor de kosten moest opdraaien.

## Jeugd-WK 1983
In 1983 in Mexico nam Nederland wel deel en werd een van de smaakmakers van het toernooi. In de eerste groepswedstrijd tegen Brazilië viel Mario Been na rust in en bezorgde de ploeg van bondscoach Kees Rijvers vier minuten meteen de 1-0-voorsprong. Brazilië had twaalf minuten voor het einde van de wedstrijd een strafschop nodig om de (verdiende) gelijkmaker te scoren. In de tweede wedstrijd was het Henk Duut die Nederland tegen de Sovjet-Unie na 12 minuten op voorsprong bracht. Vijf minuten voor rust was de stand weer gelijk. Pal na rust kwamen de Sovjets zelfs op voorsprong, maar nog binnen drie minuten hadden Mario Been en Marco van Basten de uitslag op 3-2 voor Nederland bepaald. Daarmee was het 0-0 gelijkspel in de laatste groepswedstrijd tegen Nigeria voldoende om door te gaan naar de kwartfinales.

Tegen Argentinië kwam Nederland door een doelpunt van Marco van Basten in de vierde minuut op voorsprong. In de tweede helft kwam Argentinië echter op gelijke hoogte en anderhalve minuut voor tijd zelfs op voorsprong. Na rode kaarten in de laatste minuut voor Henk Duut, Tjapko Teuben en Gerald Vanenburg was de uitschakeling definitief.

### Selectie
| Nr. |  | Positie | Speler            |
| --- |  | ------- | ----------------- |
| 1.  |  | DM      | Rik Laurs         |
| 2.  |  | V       | Addick Koot       |
| 3.  |  | V       | Henk Duut         |
| 4.  |  | V       | Sonny Silooy      |
| 5.  |  | V       | Tjapko Teuben     |
| 6.  |  | V       | Mike Snoei        |
| 7.  |  | A       | John van 't Schip |
| 8.  |  | M       | Gerald Vanenburg  |
| 9.  |  | A       | Marco van Basten  |

| Nr. |  | Positie | Speler                    |
| --- |  | ------- | ------------------------- |
| 10. |  | M       | René Roord                |
| 11. |  | A       | Rob de Wit                |
| 12. |  | A       | Erik-Jan van den Boogaard |
| 13. |  | M       | Mario Been                |
| 14. |  | M       | Edwin Godee               |
| 15. |  | V       | Ramon Kramer              |
| 16. |  | DM      | Theo Snelders             |
| 17. |  | M       | Edwin Bakker              |
| 18. |  | V       | René Panhuis              |

## Jeugd-WK 1995
Oorspronkelijk zou het Jeugd-WK 1995 in maart in Nigeria worden gehouden, maar in verband met de hygiënische omstandigheden in dat land werd het toernooi een maand later in Qatar gehouden. Doordat het toernooi tegelijk viel met de eindfases van de competitie en de Champions League kon bondscoach Rinus Israël niet beschikken over de sterkst mogelijke selectie. Zo ontbraken onder anderen Patrick Kluivert, Mark van Bommel, Arnold Bruggink en Boudewijn Zenden.

In de eerste groepswedstrijd werd door een doelpunt in de laatste minuut van Argentinië verloren. De tweede wedstrijd tegen Honduras werd in de 78e minuut bij een 7-1-voorsprong voor Nederland gestaakt; na vier rode kaarten en een geblesseerde speler die na de drie toegestane wissels niet meer gewisseld kon worden, stond Honduras met minder dan het minimum van zeven spelers op het veld. In de laatste groepswedstrijd werd Nederland met een 3-0 nederlaag door Portugal naar huis gestuurd.

### Selectie
| Nr. |  | Positie | Speler                |
| --- |  | ------- | --------------------- |
| 1.  |  | DM      | Rody Hoegee           |
| 2.  |  | V       | Mendel Witzenhausen   |
| 3.  |  | V       | Denny Landzaat        |
| 4.  |  | V       | Melchior Schoenmakers |
| 5.  |  | V       | Tristan Ooms          |
| 6.  |  | M       | Robert Gehring        |
| 7.  |  | M       | Björn van der Doelen  |
| 8.  |  | M       | Tommie van der Leegte |
| 9.  |  | A       | Nordin Wooter         |

| Nr. |  | Positie | Speler             |
| --- |  | ------- | ------------------ |
| 10. |  | A       | Kiki Musampa       |
| 11. |  | A       | Dave van den Bergh |
| 12. |  | M       | Arno Knapen        |
| 13. |  | DM      | Jim van Fessem     |
| 14. |  | V       | Menno Willems      |
| 15. |  | M       | Ronnie Pander      |
| 16. |  | A       | Bjorn Schurink     |
| 17. |  | M       | Pascal Boer        |
| 18. |  | A       | Wilfred Bouma      |

## Jeugd-WK 2001
In Argentinië in 2001 kwam het elftal van bondscoach Louis van Gaal in een relatief zwakke groep. Toch werd gestart met een 3-1 nederlaag tegen Costa Rica en een 1-1- gelijkspel tegen Ecuador. De 3-2 overwinning op Ethiopië was net genoeg om als een van de vier beste nummers drie door te gaan.

In de achtste finale werd Angola door doelpunten van Riga Mustapha en Klaas-Jan Huntelaar met 2-0 verslagen. In de kwartfinale bracht Rafael van der Vaart Nederland op voorsprong, maar na rust wisten de Egyptenaren twee keer te scoren en daarmee de halve finale te bereiken.

### Selectie
| Nr. |  | Positie | Speler                |
| --- |  | ------- | --------------------- |
| 1.  |  | DM      | Maarten Stekelenburg  |
| 2.  |  | V       | Jürgen Colin          |
| 3.  |  | V       | René van Dieren       |
| 4.  |  | V       | John Heitinga         |
| 5.  |  | V       | Jeffrey Leiwakabessy  |
| 6.  |  | M       | David Mendes da Silva |
| 7.  |  | A       | Riga Mustapha         |
| 8.  |  | M       | Rafael van der Vaart  |
| 9.  |  | A       | Klaas-Jan Huntelaar   |
| 10. |  | M       | Youssouf Hersi        |

| Nr. |  | Positie | Speler           |
| --- |  | ------- | ---------------- |
| 11. |  | A       | Arjen Robben     |
| 12. |  | V       | Civard Sprockel  |
| 13. |  | M       | Saïd Boutahar    |
| 14. |  | M       | Theo Janssen     |
| 15. |  | A       | Thijs Houwing    |
| 16. |  | M       | Gregoor van Dijk |
| 17. |  | A       | Santi Kolk       |
| 18. |  | DM      | Gino Coutinho    |
| 19. |  | V       | Glenn Loovens    |
| 20. |  | V       | Alje Schut       |

## Jeugd-WK 2005
Het Jeugd-WK 2005 werd in eigen land gehouden. Nederland werd voor de poulefase samen ingedeeld met Australië, Benin en Japan. Nederland was niet een van de favorieten om het toernooi te winnen, ondanks het thuisvoordeel. Nederland begon echter uitstekend. Op 10 juni stond Oranje tegen Japan na nog geen 20 minuten al met 2-0 voor, dankzij goals van Ibrahim Afellay en Ryan Babel. Oranje speelde het eerste uur uitstekend en leek geen moment in gevaar te komen. Echter de Japanners gaven niet op, doordat Nederland vergat de beslissing te forceren. Ze maakten in de 68e minuut dan ook de aansluitingstreffer, gescoord door Sota Hirayama. Hoewel Nederland onder druk kwam, gaf het team geen goal meer weg en het toernooi was daarmee goed begonnen. 15 juni ging het misschien minder swingend, maar dankzij goals van Hedwiges Maduro, Urby Emanuelson (de 1500e goal in de geschiedenis van het WK onder 20) en Rick Kruys werd Australië makkelijk opzij gezet. Door de andere resultaten in de poule, was Nederland hiermee al verzekerd van poulewinst. De laatste wedstrijd tegen Benin werd dan ook professioneel uitgespeeld. Op slag van rust scoorde Maduro, na een knappe solo, de enige goal van de wedstrijd.
In de achtste finales wachtte Chili, de nummer drie van poule C. Op papier geen heel sterke tegenstander, hoewel Chili met 7-0 van Honduras had gewonnen. Chili had namelijk met respectievelijk 7-0 en 5-0 van Spanje en Marokko verloren. Na een snelle goal van Ryan Babel leek er dan ook weinig aan de hand, maar de Chilenen bleken stugger dan verwacht. Samen met het, vooral in de eerste helft, onverzorgde spel aan Nederlandse kant zorgde dit ervoor dat de wedstrijd langer dan noodzakelijk spannend bleef. Late goals van Quincy Owusu-Abeyie en invaller Collins John zorgden toch nog voor een ruime uitslag.
De kwartfinale tegen Nigeria begon slecht. Door gerommel in de verdediging kon Nigeria al in de eerste minuut op 1-0 komen door een goal van John Owoeri. Hoewel Nederland daarna het overwicht had, viel pas in de eerste minuut na rust de 1-1. Ron Vlaar kopte de bal voorbij de Nigeriaanse doelman. Daarna verloor Nederland de controle weer wat, en ontstonden er kansen over en weer. Er werd echter niet meer gescoord en ook in de verlenging bleef het gelijk. Strafschoppen moesten de beslissing brengen. Na allebei vijf strafschoppen te hebben genomen stond het 4-4, dus extra strafschoppen waren noodzakelijk. Pas bij de 24e strafschop viel de beslissing. Nadat Collins John had gemist scoorde Taye Taiwo wel. Nederland lag er uit, strafschoppen bleken wederom een zwakte.

### Selectie
| Nr. |  | Positie | Speler                |
| --- |  | ------- | --------------------- |
| 1.  |  | DM      | Kenneth Vermeer       |
| 2.  |  | V       | Dwight Tiendalli      |
| 3.  |  | V       | Ron Vlaar             |
| 4.  |  | V       | Frank van der Struijk |
| 5.  |  | V       | Jeroen Drost          |
| 6.  |  | M       | Hedwiges Maduro       |
| 7.  |  | A       | Quincy Owusu-Abeyie   |
| 8.  |  | M       | Rick Kruys            |
| 9.  |  | A       | Collins John          |
| 10. |  | M       | Ibrahim Afellay       |
| 11. |  | A       | Ryan Babel            |

| Nr. |  | Positie | Speler            |
| --- |  | ------- | ----------------- |
| 12. |  | V       | Gianni Zuiverloon |
| 13. |  | V       | Mark Otten        |
| 14. |  | M       | Haris Međunjanin  |
| 15. |  | M       | Urby Emanuelson   |
| 16. |  | DM      | Theo Brack        |
| 17. |  | M       | Kemy Agustien     |
| 18. |  | A       | Tim Vincken       |
| 19. |  | A       | Prince Rajcomar   |
| 20. |  | A       | Arjan Wisse       |
| 21. |  | DM      | Job Bulters       |

## Bondscoaches
- Kees Rijvers (1983)
- Rinus Israël (1995)
- Louis van Gaal (2001)
- Foppe de Haan (2005)

## Nederlands Beloftenelftal
Het Nederlands Beloftenelftal was een nationaal voetbalelftal van Nederland voor spelers jonger dan 21 jaar dat speelde tussen 2001 en 2015.
Het elftal was bedoeld om talentvolle spelers die vanwege hun leeftijd niet meer in aanmerking komen voor het Nederlands elftal onder 19 voor te bereiden op Jong Oranje. Omdat er geen Europees kampioenschap is voor deze categorie, speelt het elftal geen kwalificatiewedstrijden maar louter oefenwedstrijden. Sinds 2007 heeft de ploeg wel diverse keren deelgenomen aan het jaarlijkse Toulon Espoirs-toernooi.
In augustus 2015 werd besloten dat het Nederlands Beloftenelftal verder zou gaan als het Nederlands voetbalelftal onder 20.

### Bondscoaches Beloftenelftal
- Andries Jonker (2001)
- Mark Wotte (2002)
- Cor Pot (2003)
- Hans Schrijver (2006-2010)
- Adrie Koster (2012)
- Remy Reynierse (2012-2015)

KNVB ·
A-internationals ·
Bondscoaches (m) ·
Topscorers ·
Nederlands vrouwenelftal ·
Bondscoaches (v) ·
Nederland B ·
Olympisch elftal ·
Jong Oranje ·
Nederland –20 ·
Nederland –19 ·
Nederland –18 ·
Nederland –17 ·
Nederland –16 ·
Nederland –15 ·
Nederlands amateurelftal ·
Nederlands zaterdagelftal ·
Jong OranjeLeeuwinnen ·
Vrouwen –20 ·
Vrouwen –19 ·
Vrouwen –18 ·
Vrouwen –17 ·
Vrouwen –16 ·
Vrouwen –15 ·
Militair mannenelftal ·
Militair vrouwenelftal ·
Strandteam ·
Vrouwen Strandteam ·
Futsalteam ·
Vrouwen Futsalteam

EK-wedstrijden ·
WK-wedstrijden ·
Resultaten kwalificaties en eindronden ·
Nederland B-wedstrijden ·
Officieuze wedstrijden ·
EK-wedstrijden vrouwen ·
WK-wedstrijden vrouwen ·
Resultaten vrouwen kwalificaties en eindronden
1905 – 1919 ·
1920 – 1929 ·
1930 – 1939 ·
1940 – 1949 ·
1950 – 1959 ·
1960 – 1969 ·
1970 – 1979 ·
1980 – 1989 ·
1990 – 1999 ·
2000 – 2009 ·
2010 – 2019 ·
2020 – 2029
2015 ·
2016 ·
2017 ·
2018 ·
2019 ·
2020 ·
2021 · 
2022
EK's: 1976 · 
1980 · 
1988 · 
1992 · 
1996 · 
2000 · 
2004 · 
2008 · 
2012 · 
2020 · 
2024
WK's: 1934 · 
1938 · 
1974 · 
1978 · 
1990 · 
1994 · 
1998 · 
2006 · 
2010 · 
2014 · 
2022
OS: 1908 ·
1912 ·
1920 ·
1924 ·
1928 ·
1948 ·
1952 ·
2008
Albanië ·
Andorra ·
Argentinië ·
Armenië ·
Australië ·
België ·
Bosnië en Herzegovina ·
Brazilië ·
Bulgarije ·
Canada ·
Chili ·
China ·
Colombia ·
Costa Rica ·
Curaçao ·
Cyprus ·
DDR ·
Denemarken ·
Duitsland ·
Ecuador ·
Egypte ·
Engeland ·
Estland ·
Faeröer ·
Finland ·
Frankrijk ·
GOS · 
Georgië ·
Ghana ·
Gibraltar ·
Griekenland ·
Hongarije ·
Ierland ·
IJsland ·
Indonesië ·
Iran ·
Israël ·
Italië ·
Ivoorkust ·
Japan ·
Joegoslavië ·
Kameroen ·
Kazachstan ·
Kroatië ·
Letland ·
Liechtenstein ·
Luxemburg ·
Malta ·
Marokko ·
Mexico ·
Moldavië ·
Montenegro ·
Nederlandse Antillen ·
Nigeria ·
Noord-Ierland ·
Noord-Macedonië ·
Noorwegen ·
Oekraïne ·
Oostenrijk ·
Paraguay ·
Peru ·
Polen ·
Portugal ·
Qatar ·
Roemenië ·
Rusland ·
Saarland ·
San Marino ·
Saoedi-Arabië ·
Schotland ·
Senegal ·
Servië en Montenegro ·
Slovenië ·
Slowakije ·
Sovjet-Unie ·
Spanje ·
Suriname ·
Thailand ·
Tsjechië ·
Tsjecho-Slowakije ·
Tunesië ·
Turkije ·
Uruguay ·
Verenigd Koninkrijk ·
Verenigde Staten ·
Wales ·
Wit-Rusland ·
Zuid-Afrika ·
Zuid-Korea ·
Zweden ·
Zwitserland
Argentinië (1978) ·
Argentinië (2006) ·
Argentinië (2014) ·
Argentinië (2022) ·
Australië (2014) ·
Brazilië (2014) ·
Chili (2014) · 
Costa Rica (2014) ·
Denemarken (2010) ·
Denemarken (2012) ·
Duitsland (2012) · 
Ecuador (2022) · 
Frankrijk (2008) ·
Italië (2008) ·
Ivoorkust (2006) ·
Japan (2010) ·
Kameroen (2010) ·
Mexico (2014) · 
Noord-Macedonië (2021) · 
Oekraïne (2021) · 
Oostenrijk (2021) · 
Portugal (2006) ·
Portugal (2012) ·
Portugal (2019) ·
Qatar (2022) ·
Roemenië (2008) ·
Rusland (2008) ·
San Marino (2011) ·
Senegal (2022) ·
Servië en Montenegro (2006) ·
Sovjet-Unie (1988) ·
Spanje (2010) ·
Spanje (2014) ·
Tsjechië (2021) · 
Uruguay (2010) ·
Verenigde Staten (2022) · 
West-Duitsland (1974)
Nationale teams: 
 Nationaal elftal · Nationaal vrouwenelftal · Jong Oranje · Olympisch elftal · Nationaal B-elftal 
 Mannenvoetbal: 
 Betaald voetbal · Eredivisie · KNVB Beker · Johan Cruijff Schaal · Nacompetitie/Play-offs · Eerste divisie · Tweede divisie · Derde divisie · Vierde divisie · Amateurvoetbal · Onder 21 competitie · Beloften Eredivisie · Beloften Eerste Divisie · Beloften KNVB Beker · A-Junioren Eredivisie · B-Junioren Eredivisie 
 Vrouwenvoetbal: 
 Vrouwen Eredivisie · Vrouwen Eerste divisie · KNVB Beker Vrouwen · Eredivisie Cup · Supercup Vrouwen · Zaalvoetbal · KNVB Schoolvoetbal
Albanië · Andorra · Armenië · Azerbeidzjan · België · Bosnië en Herzegovina · Bulgarije · Cyprus · Denemarken · Duitsland · Duitse Democratische Republiek · Engeland · Estland · Faeröer · Finland · Frankrijk · Georgië · Gibraltar · Griekenland · Hongarije · Ierland · IJsland · Israël · Italië · Joegoslavië · Kazachstan · Kroatië · Letland · Liechtenstein · Litouwen · Luxemburg · Malta · Moldavië · Montenegro · Nederland · Noord-Ierland · Noord-Macedonië · Noorwegen · Oekraïne · Oostenrijk · Polen · Portugal · Roemenië · Rusland · San Marino · Schotland · Servië · Servië en Montenegro · Slovenië · Slowakije · Sovjet-Unie · Spanje · Tsjechië · Tsjecho-Slowakije  · Turkije · Wales · Wit-Rusland · Zweden · Zwitserland